# Cyril Holtz
Cyril Holtz (* 11. Oktober 1968 in Boulogne-Billancourt) ist ein französischer Toningenieur.

## Karriere
Holtz wurde 1968 in Boulogne-Billancourt südlich von Paris geboren. Im Jahr 1995 schloss er ein Studium an der Filmhochschule La Fémis ab. Seit seinem ersten Film John 1995 war an über 200 Filmproduktion als Soundmixer beteiligt. Für seine Arbeit wurde er in den Jahren 2001, 2002, 2006, 2014, 2016, 2017, 2018, 2020, 2021, 2023, 2024 und 2025 für einen César nominiert und konnte den französischen Filmpreis in den Jahren 2002, 2011, 2019 gewinnen. Zuletzt arbeitete er 2024 an Emilia Pérez von Regisseur Jacques Audiard. Hierfür wurde er bei der Oscarverleihung 2025 zusammen mit Erwan Kerzanet, Maxence Dussère, Aymeric Devoldère und Niels Barletta in der Kategorie Bester Ton nominiert.
Holtz gründete zusammen mit Antoine Martin das Tonstudio „Hal Audio“.

## Filmografie (Auswahl)
- 1992: John (Kurzfilm)
- 2000: Die purpurnen Flüsse
- 2001: Pakt der Wölfe
- 2001: Lippenbekenntnisse
- 2005: Der wilde Schlag meines Herzens
- 2010: Gainsbourg – Der Mann, der die Frauen liebte
- 2013: Venus im Pelz
- 2015: Dämonen und Wunder
- 2016: Elle
- 2017: Au revoir là-haut
- 2018: The Sisters Brothers
- 2019: Intrige
- 2019: Bacurau
- 2020: Was dein Herz dir sagt – Adieu ihr Idioten!
- 2022: Das Leben ein Tanz
- 2023: To the North
- 2023: Die drei Musketiere – D’Artagnan
- 2023: Die drei Musketiere – Milady
- 2024: Emilia Pérez

## Auszeichnungen (Auswahl)
- 2001: César-Nominierung in der Kategorie Bester Ton für Die purpurnen Flüsse
- 2002: César-Nominierung in der Kategorie Bester Ton für Pakt der Wölfe und Auszeichnung für Lippenbekenntnisse
- 2006: César-Nominierung in der Kategorie Bester Ton für Der wilde Schlag meines Herzens
- 2011: César in der Kategorie Bester Ton für Gainsbourg – Der Mann, der die Frauen liebte
- 2014: César-Nominierung in der Kategorie Bester Ton für Venus im Pelz
- 2016: César-Nominierung in der Kategorie Bester Ton für Dämonen und Wunder
- 2017: César-Nominierung in der Kategorie Bester Ton für Elle
- 2018: César-Nominierung in der Kategorie Bester Ton für Au revoir là-haut
- 2019: César in der Kategorie Bester Ton für The Sisters Brothers
- 2020: Prêmio Guarani in der Kategorie Bester Ton für Bacurau
- 2020: César-Nominierung in der Kategorie Bester Ton für Intrige
- 2021: British-Independent-Film-Award-Nominierung in der Kategorie Bester Ton für Cow
- 2021: CinEuphoria-Nominierung in der Kategorie Bester Ton für Intrige
- 2021: César-Nominierung in der Kategorie Bester Ton für Was dein Herz dir sagt – Adieu ihr Idioten!
- 2023: César-Nominierung in der Kategorie Bester Ton für Das Leben ein Tanz
- 2024: César-Nominierung  in der Kategorie Bester Ton für Die drei Musketiere – D’Artagnan und Die drei Musketiere – Milady
- 2024: Golden-Reel-Award-Nominierung in der Kategorie Bester Tonschnitt für Emilia Pérez
- 2024: Satellite-Award-Nominierung in der Kategorie Bester Ton für Emilia Pérez
- 2025: César-Nominierung in der Kategorie Bester Ton für Emilia Pérez
- 2025: Oscar-Nominierung in der Kategorie Bester Ton für Emilia Pérez